# Драфт НХЛ 1986
Драфт НХЛ 1986 відбувся 21 червня в «Монреаль-форумі» (Монреаль, провінція Квебек,  Канада). Всього було проведено 12 раундів драфту, в котрих команди НХЛ закріпили свої права на спортивну діяльність 252 молодих хокеїстів.

## Вибір за раундом
| Загальне місце | Хокеїст          | Позиція                     | Команда НХЛ            |
| -------------- | ---------------- | --------------------------- | ---------------------- |
| 1-й раунд      |                  |                             |                        |
| 1              | Джо Мерфі        | правий нападник             | «Детройт Ред-Вінгс»    |
| 2              | Джиммі Карсон    | центральний нападник        | «Лос-Анджелес Кінгс»   |
| 4              | Зарлі Залапскі   | захисник                    | «Піттсбург Пінгвінс»   |
| 6              | Венсан Дамфусс   | центральний нападник        | «Торонто Мейпл-Ліфс»   |
| 9              | Браєн Літч       | захисник                    | «Нью-Йорк Рейнджерс»   |
| 10             | Жослен Лем'є     | правий нападник             | «Сент-Луїс Блюз»       |
| 11             | Скотт Янг        | правий нападник             | «Гартфорд Вейлерс»     |
| 13             | Крейг Дженні     | центральний нападник        | «Бостон Брюїнс»        |
| 15             | Марк Педерсон    | лівий нападник              | «Монреаль Канадієнс»   |
| 17             | Том Фіцджеральд  | правий нападник             | «Нью-Йорк Айлендерс»   |
| 18             | Кен Макре        | правий нападник             | «Квебек Нордікс»       |
| 20             | Керрі Гаффмен    | захисник                    | «Філадельфія Флаєрс»   |
| 2-й раунд      |                  |                             |                        |
| 22             | Адам Грейвз      | лівий нападник              | «Детройт Ред-Вінгс»    |
| 23             | Юкка-Пекка Сеппо | центральний нападник        | «Філадельфія Флайєрс»  |
| 25             | Дейв Капуано     | лівий нападник              | «Піттсбург Пінгвінс»   |
| 26             | Грег Браун       | захисник                    | «Баффало Сейбрс»       |
| 27             | Бенуа Брюне      | лівий нападник              | «Монреаль Канадієнс»   |
| 29             | Теппо Нуммінен   | захисник                    | «Вінніпег Джетс»       |
| 30             | Ніл Вілкінсон    | захисник                    | «Міннесота Норт-Старс» |
| 31             | Майк Посма       | захисник                    | «Сент-Луїс Блюз»       |
| 33             | Ден Кольстед     | захисник                    | «Міннесота Норт-Старс» |
| 36             | Дерріл Шеннон    | захисник                    | «Торонто Мейпл-Ліфс»   |
| 37             | Браян Глінн      | захисник                    | «Калгарі Флеймс»       |
| 38             | Денніс Васке     | захисник                    | «Нью-Йорк Айлендерс»   |
| 3-й раунд      |                  |                             |                        |
| 43             | Дерек Маєр       | захисник                    | «Детройт Ред-Вінгс»    |
| 45             | Янне Оянен       | центральний нападник        | «Нью-Джерсі Девілс»    |
| 46             | Бред Ейткен      | крайній нападник            | «Піттсбург Пінгвінс»   |
| 47             | Боб Коркам       | центральний нападник        | «Баффало Сейбрс»       |
| 55             | Роб Зеттлер      | захисник                    | «Міннесота Норт-Старс» |
| 57             | Юркі Лумме       | захисник                    | «Монреаль Канадієнс»   |
| 59             | Білл Берг        | крайній нападник            | «Нью-Йорк Айлендерс»   |
| 61             | Джим Гривнак     | воротар                     | «Вашингтон Кепіталс»   |
| 4-й раунд      |                  |                             |                        |
| 64             | Тім Чевелде      | воротар                     | «Детройт Ред-Вінгс»    |
| 65             | Сільвен Кутюр'є  | крайній нападник            | «Лос-Анджелес Кінгс»   |
| 67             | Роб Браун        | крайній нападник            | «Піттсбург Пінгвінс»   |
| 70             | Ронні Стерн      | крайній нападник            | «Ванкувер Канакс»      |
| 72             | Марк Янссенс     | центральний нападник        | «Нью-Йорк Рейнджерс»   |
| 73             | Глен Фезерстоун  | захисник                    | «Сент-Луїс Блюз»       |
| 77             | Франтішек Кучера | захисник                    | «Чикаго Блекгокс»      |
| 81             | Рон Тагнатт      | воротар                     | «Квебек Нордікс»       |
| 5-й раунд      |                  |                             |                        |
| 85             | Юган Гарпенлеф   | лівий нападник              | «Детройт Ред-Вінгс»    |
| 104            | Тодд Маклеллан   | центральний нападник        | «Нью-Йорк Айлендерс»   |
| 6-й раунд      |                  |                             |                        |
| 108            | Трой Краудер     | крайній нападник            | «Нью-Джерсі Девілс»    |
| 109            | Джефф Деніелс    | крайній нападник            | «Піттсбург Пінгвінс»   |
| 114            | Даррен Теркотт   | центральний нападник        | «Нью-Йорк Рейнджерс»   |
| 7-й раунд      |                  |                             |                        |
| 127            | Пер Йос          | захисник                    | «Детройт Ред-Вінгс»    |
| 129            | Кевін Тодд       | центральний нападник        | «Нью-Джерсі Девілс»    |
| 131            | Майк Гартмен     | лівий нападник              | «Баффало Сейбрс»       |
| 139            | Пол Бералдо      | правий нападник             | «Бостон Брюїнс»        |
| 140            | Майк Гадсон      | центральний нападник        | «Чикаго Блекгокс»      |
| 141            | Лайл Оделайн     | захисник                    | «Монреаль Канадієнс»   |
| 143            | Річ Пілон        | захисник                    | «Нью-Йорк Айлендерс»   |
| 8-й раунд      |                  |                             |                        |
| 152            | Франсуа Ґей      | центральний нападник        | «Баффало Сейбрс»       |
| 158            | Рон Гувер        | лівий нападник              | «Гартфорд Вейлерс»     |
| 167            | Мюррей Барон     | захисник                    | «Філадельфія Флаєрс»   |
| 9-й раунд      |                  |                             |                        |
| 169            | Марк Потвен      | правий нападник             | «Детройт Ред-Вінгс»    |
| 172            | Дейв Маклвейн    | центральний/правий нападник | «Піттсбург Пінгвінс»   |
| 180            | Ленс Питлик      | захисник                    | «Міннесота Норт-Старс» |
| 10-й раунд     |                  |                             |                        |
| 192            | Фредерік Шабо    | воротар                     | «Нью-Джерсі Девілс»    |
| 202            | Грег Гогуд       | захисник                    | «Бостон Брюїнс»        |
| 11-й раунд     |                  |                             |                        |
| 214            | Стен Друля       | правий нападник             | «Піттсбург Пінгвінс»   |
| 12-й раунд     |                  |                             |                        |
| 238            | Володимир Крутов | лівий нападник              | «Ванкувер Канакс»      |
| 247            | Антонін Став'яна | захисник                    | «Калгарі Флеймс»       |

## Сумарна статистика за країнами
| Місце                      | Країна                     | Кількість |
| -------------------------- | -------------------------- | --------- |
| 1                          | Канада                     | 159       |
| 2                          | США                        | 63        |
| Всього з Північної Америки | Всього з Північної Америки | 222       |
| 3                          | Фінляндія                  | 11        |
| 4                          | Чехословаччина             | 8         |
| 4                          | Швеція                     | 8         |
| 6                          | Велика Британія            | 1         |
| 6                          | Данія                      | 1         |
| 6                          | СРСР                       | 1         |
| Всього з Європи            | Всього з Європи            | 30        |